# Ectropothecium buitenzorgii
Ectropothecium buitenzorgii är en bladmossart som beskrevs av Mitten 1868. Ectropothecium buitenzorgii ingår i släktet Ectropothecium och familjen Hypnaceae. Inga underarter finns listade i Catalogue of Life.